# 尚日 (沙罗勒区)
尚日（法語：Changy，法語發音：[ʃɑ̃ʒi]）是法国索恩-卢瓦尔省的一个市镇，属于沙罗勒区。

## 地理
尚日（46°24'8"N, 4°15'8"E）面积20.12 平方千米，位于法国勃艮第-弗朗什-孔泰大區索恩-卢瓦尔省，该省份为法国中部省份，北起顺时针与科多尔省、汝拉省、安省、罗讷省、卢瓦尔省、阿列省和涅夫勒省接壤。
与尚日接壤的市镇（或旧市镇、城区）包括：尚普莱西、沙罗勒、迪约、吕尼莱沙罗勒、马尔西伊拉格尔斯、圣于连德锡夫里。

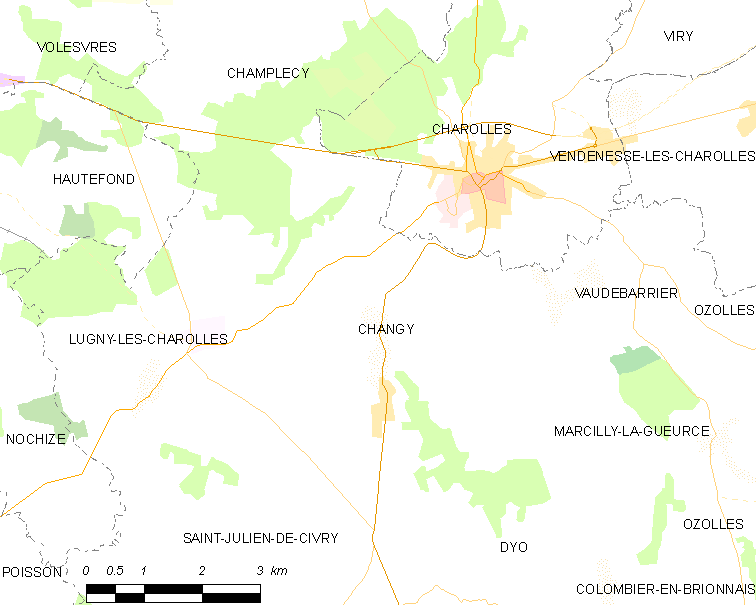
的OSM定位图

尚日的时区为UTC+01:00、UTC+02:00（夏令时）。

## 行政
尚日的邮政编码为71120，INSEE市镇编码为71086。

## 政治
尚日所属的省级选区为沙罗勒县。

## 人口

1962-2008年间人口变化图示

尚日于2022年1月1日时的人口数量为441人。